# Kano Sisters

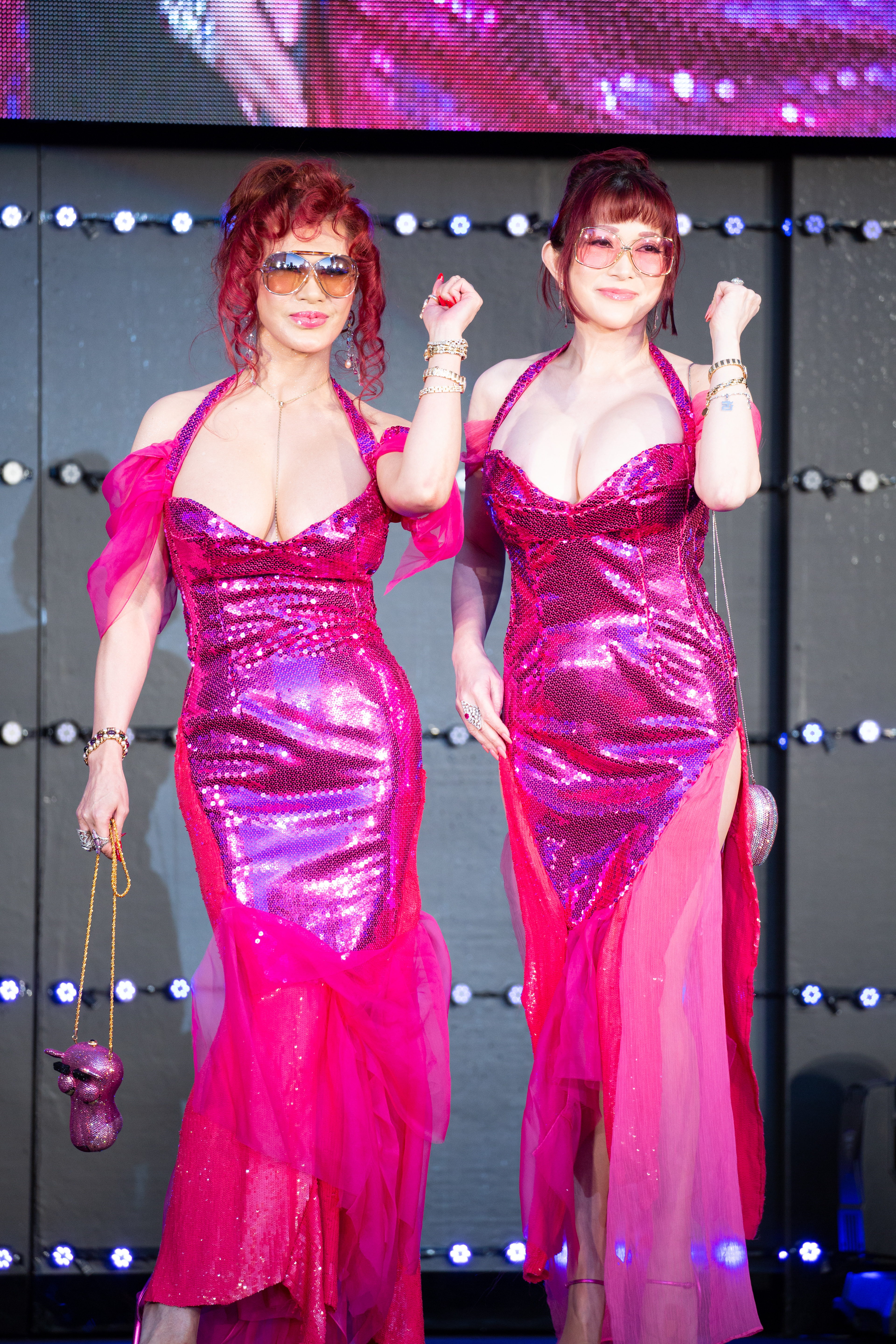
Kyoko Kano (a sinistra) e Mika Kano (a destra) nel 2018

Le Kano Sisters (叶姉妹?, Kanō shimai) sono un duo di personaggi del mondo dello spettacolo giapponese (tarento) composto da Kyoko Koyama, in arte Kyoko Kano (叶 恭子?, Kanō Kyōko; ...) e Mika Tamai, in arte Mika Kano (叶 美香?, Kanō Mika; ...).

## Carriera
Le Kano Sisters sono auto-dichiarate sorellastre con madri diverse e ciascuna di loro aveva fatto parlare di sé prima che salissero alla ribalta intorno all'anno 2000: Mika era infatti stata vincitrice di miss Giappone nel 1988, mentre Kyoko era comparsa sulla rivista di moda 25ans nel 1997.
A partire dai primi anni 2000, le Kano Sisters divennero popolari personaggi del gossip giapponese per i loro look costosissimi e appariscenti e i viaggi in luoghi esclusivi. Apparvero in molti programmi televisivi nipponici e vennero a loro dedicati articoli di sorta tra cui calendari sexy e giocattoli. Sono anche le protagoniste di un anime in CGI uscito nel 2009: Abunai Sisters: Koko & Mika, stroncato da pubblico e critica (ne vennero trasmesse soltanto due puntate in televisione). Le Kano Sisters si definiscono "consulenti del lifestyle" e svolgono dei seminari per parlare di relazioni sentimentali e moda.

## Filmografia
- Il vento e le rose (イルベントエレローゼ 愛するということ?, Il vento e le rose - Aisuru to iu koto), regia di Elisa Bolognini (2009)
- Butterflista - Subete wa aino koi (バタフリスタ すべてはあいのこうい?), regia di Kyoko Kano (2010)
- Tokyo Tribe (トーキョ．トライブ?), regia di Sion Sono (2014)